# Peter Mungai Warui
Peter Mungai Warui (* 22. April 1981 in Nairobi) ist ein kenianischer Boxer und Olympiateilnehmer von 2016 im Halbfliegengewicht.

## Karriere
Peter Mungai war unter anderem Teilnehmer der Commonwealth Games 2006 und 2010 sowie Viertelfinalist der Afrikaspiele 2011 und 2015. Bei den Commonwealth Championships 2010 gewann er die Silbermedaille im Halbfliegengewicht.
Bei den Weltmeisterschaften 2009 besiegte er Paddy Barnes, schied aber im Achtelfinale gegen Daniel Matellón aus. Bei der afrikanischen Olympiaqualifikation 2012 war er im Achtelfinale gegen Mohamed Flissi ausgeschieden. In der zweiten Vorrunde der Weltmeisterschaften 2013 unterlag er gegen Kim In-kyu.
Bei der afrikanischen Olympiaqualifikation 2016 besiegte er Sulemanu Tetteh, unterlag jedoch gegen Simplique Fotchala und Sibusiso Bandla. Da Fotchala jedoch das Turnier gewann, war Mungai als gegen diesen im Viertelfinale ausgeschiedener Boxer für die Olympischen Spiele 2016 qualifiziert. Bei Olympia besiegte er im Achtelfinale Lü Bin, verlor jedoch im Viertelfinale gegen den amtierenden Weltmeister Joahnys Argilagos.